# Saint-Paul (Orne)
Saint-Paul ist eine französische Gemeinde mit 652 Einwohnern (Stand: 1. Januar 2022) im Département Orne in der Region Normandie. Die Gemeinde gehört zum Arrondissement Argentan und zum Kanton Flers-1 (bis 2015: Kanton Flers-Sud). Die Einwohner werden Saint-Pauliens genannt.

## Geografie
Saint-Paul liegt 52 Kilometer südsüdwestlich von Caen. Die Visance, ein Nebenfluss der Vère, bildet die nördliche Gemeindegrenze. Umgeben wird Saint-Paul von den Nachbargemeinden Landisacq im Norden und Nordwesten, La Lande-Patry im Osten und Nordosten, Flers im Osten und Südosten, La Chapelle-Biche im Süden sowie Cerisy-Belle-Étoile im Westen und Südwesten.

## Geschichte
Saint-Paul wurde 1853 aus der Gemeinde La Lande-Patry herausgelöst.

## Bevölkerungsentwicklung
| Jahr                      | 1962 | 1968 | 1975 | 1982 | 1990 | 1999 | 2006 | 2012 |
| Einwohner                 | 505  | 415  | 522  | 601  | 584  | 560  | 637  | 636  |
| Quelle: Cassini und INSEE |      |      |      |      |      |      |      |      |

## Sehenswürdigkeiten
- Kirche Saint-Paul, Anfang des 20. Jahrhunderts erbaut

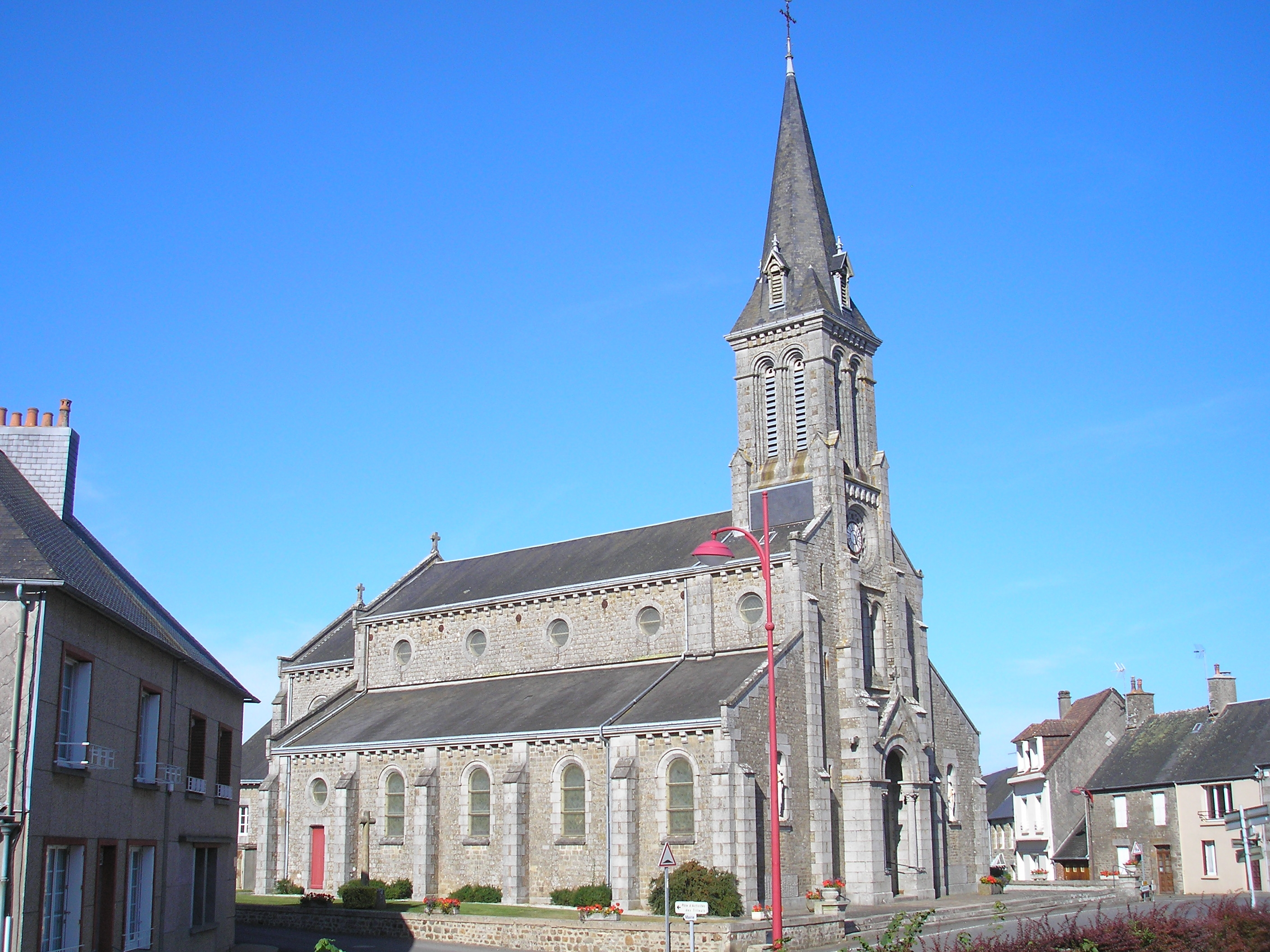
Kirche Saint-Paul